# 50 vårar
För andra betydelser, se Aurora (olika betydelser).
50 vårar, med fransk originaltitel Aurore, är en fransk komedi av den franska regissören Blandine Lenoir som släpptes i april 2017.

## Handling
Aurore är 50 år gammal, frånskild, arbetslös, förbereder sig för att bli mormor och kämpar för att klara svettningarna från menopausen. Lyckligtvis kan hon räkna med sina döttrar.

## Rollista
- Agnès Jaoui – Aurore Tabort
- Thibault de Montalembert – Christophe Tochard (Totoche)
- Pascale Arbillot – Mano
- Sarah Suco – Marina Tabort
- Lou Roy-Lecollinet – Lucie Tabort
- Nicolas Chupin – Seb, restaurangängare
- Samir Guesmi – arbetsförmedlaren
- Nanou Garcia – Anne-Marie
- Marc Citti – gynekologen
- Philippe Rebbot – Nanar, Aurores ex-make
- Eric Viellard – Hervé
- Iro Bardis – Thérèse
- Laure Calamy – arbetsförmedlare
- Florence Muller – arbetsförmedlare
- Houda Mahroug – städerska